# Gilbert Durandal
 (août 2018).
Si vous disposez d'ouvrages ou d'articles de référence ou si vous connaissez des sites web de qualité traitant du thème abordé ici, merci de compléter l'article en donnant les références utiles à sa vérifiabilité et en les liant à la section « Notes et références ».
Gilbert Dullindal (ギルバート・デュランダル, Girubāto Dyurandaru) est un personnage de la série Gundam Seed Destiny.
Élu Président du Conseil Suprême des Plants dans les deux années qui séparent les deux séries Gundam Seed et Gundam Seed Destiny, ce généticien de formation jouit auprès de la population d'une popularité certaine et son influence est indiscutable. Sa politique consiste à entretenir au mieux les bonnes relations entre les différentes nations, et à continuer le développement de son armement, officiellement dans un but uniquement défensif.
Mais il n'en reste pas moins un personnage mystérieux. Bien qu'il dise œuvrer pour la paix, il semble toujours en savoir plus qu'il n'en dit lui-même. Ses paroles, que ce soit dans ses discours ou dans ses discussions privées, semblent toujours émaner de la raison, du bon sens et de l'intérêt commun, et son charisme achève de les rendre efficaces, au point de décontenancer plusieurs personnages tout au long de la série (Cagalli Yula Athha est sa première « victime »).

## Doublage
Le doublage dans la version japonaise est effectué par Shûichi Ikeda qui a doublé le personnage de Char Aznable (Mobile Suit Gundam - premier de la saga) qui reste encore aujourd'hui très populaire. Dans la version française, il est doublé par Thierry Kazazian.